# .303 British

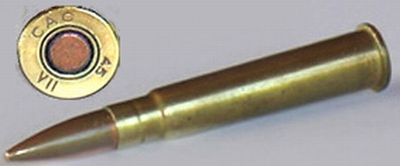
En patron .303 British tillverkad av Colonial Ammunition Company, New Zealand, 1945.

.303 British eller 7,7 × 56 mm R är en brittisk kaliber som utvecklades för geväret Lee-Metford och togs i tjänst i brittiska armén år 1888.
Ursprungligen var patronen laddad med svartkrut och hade en ogivalkula på 14 gram (215 grain) vilket gav en utgångshastighet på ca 660 m/s. Redan 1897 byttes svartkrutet ut mot kordit och ogivalkulan mot en spetsig kula på 11,3 gram (174 grain). Kombinationen av lättare kula och effektivare krut höjde utgångshastigheten till 740 m/s. Den spetsiga kulan gav också mindre luftmotstånd vilket gjorde att den inte tappade fart lika snabbt.
En ny detalj med den spetsiga kulan var att kärnan bestod av två delar; Den främre delen av aluminium eller pappersmassa och den bakre av bly. Detta gjorde att tyngdpunkten hamnade så långt bak att kulan blev aerodynamiskt instabil så snart den träffade något. En egenskap som är vanlig hos modern, militär ammunition idag.
Dumdumkulan utvecklades på 1890-talet för .303 British av kapten Neville Bertie-Clay vid arsenalen i Dum Dum utanför Calcutta i Brittiska Indien.
Under första världskriget producerades över 7 miljarder patroner i kaliber .303 British. Även olika typer av brandammunition utvecklades för att användas mot zeppelinare. Även under andra världskriget var det den huvudsakliga brittiska kalibern och användes i både gevär (Lee-Enfield) och kulsprutor (Vickers, Lewis och Bren).
Efter andra världskriget ersattes den ganska snart av 7,62 × 51 mm NATO som både hade bättre prestanda trots en något kortare hylsa, och var mer lämpad för automatvapen eftersom den hade utdragarspår i stället för fläns. Billig överskottsammunition och överskottsvapen gjorde under en period kalibern populär för jakt, framför allt i de tidigare brittiska kolonierna. På senare tid har kalibern blivit ovanligare och allt mer ersatts av .308 Winchester.